# Custer County, Nebraska
Custer County är ett administrativt område i delstaten Nebraska, USA. År 2010 hade countyt 10 939 invånare. Den administrativa huvudorten (county seat) är Broken Bow. 

## Geografi
Enligt United States Census Bureau har countyt en total area på 6 672 km². 6 671 km² av den arean är land och 1 km² är vatten. 

### Angränsande countyn
- Valley County - nordost
- Sherman County - sydost
- Buffalo County - sydost
- Dawson County - syd
- Lincoln County - sydväst
- Logan County - nordväst
- Blaine County - nordväst
- Loup County - nordost